# 모리오카시

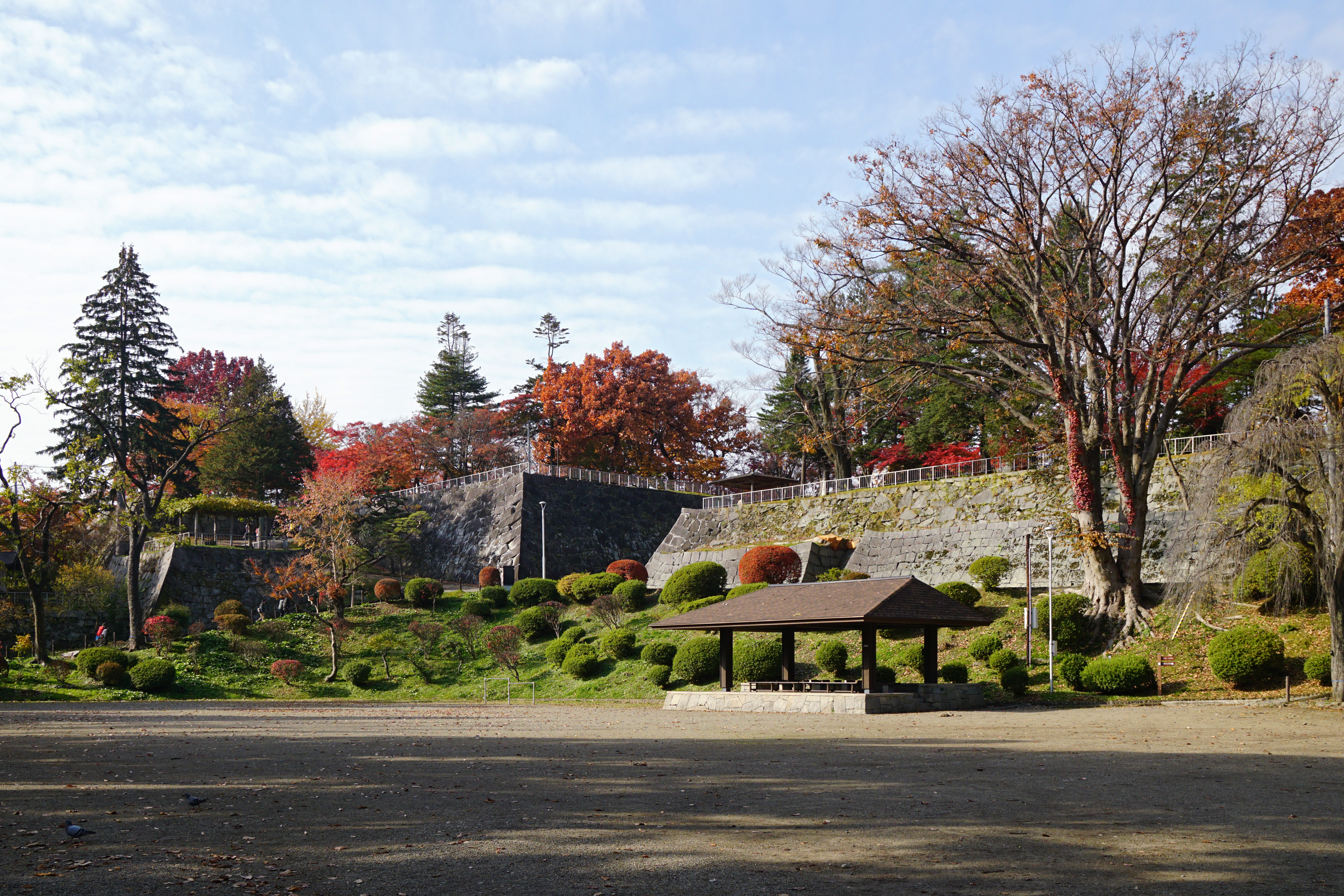
이와테 공원(모리오카성터)

모리오카시(일본어: 盛岡市 모리오카시[*])는 일본 이와테현 내륙 지역의 중앙부에 있는 시이자 이와테현의 현청 소재지이다.

## 개요
에도 시대에는 현재의 이와테현 북부와 아오모리현 동부를 통치한 난부번(南部藩)의 성시(조카마치)였고, 메이지 시대 이후에는 이시카와 다쿠보쿠(石川啄木) 등 수많은 문학자와 정치가, 군인 등을 배출했다. 1982년에 도호쿠 신칸센이 개통된 이후에는 도호쿠 지방 북부의 교통 거점의 성격이 강해지고 2000년에는 특례시로 지정되었다. 2006년 1월 10일에는 인접한 다마야마촌(玉山村)을 편입함으로써 인구가 30만 명을 넘었으며 2008년에 중핵시로 지정되었다.
모리오카시는 면류의 고장으로도 유명하다. 완코소바, 한국식 냉면이 변화된 모리오카 냉면, 중국식 자장면인 모리오카 자자멘이 "3대 면류"로 인기가 있다.

## 역사
모리오카는 고대에 에미시족의 거주지였다. 사카노우에노 다무라마로 장군은 에미시 정복을 하명받았고 803년에 시와 성을 축성했다. 이후 이 지방은 점차 일본 황실의 지배권 하에 들어오게 되었다.
헤이안 시대 말에 모리오카는 남쪽의 히라이즈미를 본거지로 하는 오슈 후지와라씨의 지배를 받았다. 이후 가문은 쇼군 미나모토노 요리토모에 의해 몰락하였고 구도씨로 대체되었다. 무로마치 시대에 북쪽의 산노헤를 본거지로 하는 난부씨는 이곳까지 영토를 확장해 고즈카타성을 지었다. 17세기에 고즈카타는 모리오카로 개칭되었다. 보신 전쟁 때 모리오카번은 아이즈번과 함께 친막부파 동맹을 결성해 정부군과 싸웠다. 그러나 결국 전쟁에서 패하였고 1874년에 고즈카타성은 폐성되었다.
- 1889년 - 모리오카시가 성립하였다.
- 1890년 - 도호쿠 본선 모리오카역이 개통하였다.
- 1945년 - 모리오카역이 공습을 받았다.
- 1949년 - 이와테 대학이 개교하였다.
- 1979년 - 도호쿠 자동차도가 개통하였다.
- 1982년 - 도호쿠 신칸센이 잠정 개통하였다.
- 1992년 - 시와군 도난촌을 편입 합병하였다.
- 2006년 - 이와테군 다마야마촌을 편입 합병하였다.
- 2008년 - 중핵시로 승격하였다.

## 지리
기타카미 분지의 기타카미강, 시즈쿠이시강, 나카쓰강 등 세 강이 합류하는 지점에 위치한다. 기타카미강은 도호쿠 지방에서 제일 긴 강으로 도시를 남북으로 가로지른다. 활화산인 이와테산이 북서부에 있다. 북부에는 히메카미산, 남동쪽에서는 하야치네산이 있다.

## 인구
| 연도 | 인구    | ±%     |
| ---- | ------- | ------ |
| 1960 | 155,575 | —      |
| 1970 | 226,868 | +45.8% |
| 1980 | 272,814 | +20.3% |
| 1990 | 292,632 | +7.3%  |
| 2000 | 302,857 | +3.5%  |
| 2010 | 298,572 | −1.4%  |

## 기후
최고 기온이 37.2도를 기록하였고 최저 기온이 영하 35도에 달하기도 하였다. 평균 기온은 10도이다.
| 모리오카시의 기후                                            | 모리오카시의 기후 | 모리오카시의 기후 | 모리오카시의 기후 | 모리오카시의 기후 | 모리오카시의 기후 | 모리오카시의 기후 | 모리오카시의 기후 | 모리오카시의 기후 | 모리오카시의 기후 | 모리오카시의 기후 | 모리오카시의 기후 | 모리오카시의 기후 | 모리오카시의 기후 |
| 월                                                           | 1월               | 2월               | 3월               | 4월               | 5월               | 6월               | 7월               | 8월               | 9월               | 10월              | 11월              | 12월              | 연간              |
| ------------------------------------------------------------ | ----------------- | ----------------- | ----------------- | ----------------- | ----------------- | ----------------- | ----------------- | ----------------- | ----------------- | ----------------- | ----------------- | ----------------- | ----------------- |
| 역대 최고 기온 °C (°F)                                       | 13.2 (55.8)       | 14.4 (57.9)       | 21.5 (70.7)       | 29.0 (84.2)       | 33.6 (92.5)       | 33.7 (92.7)       | 37.2 (99.0)       | 36.6 (97.9)       | 34.7 (94.5)       | 29.2 (84.6)       | 21.3 (70.3)       | 17.9 (64.2)       | 37.2 (99.0)       |
| 일평균 최고 기온 °C (°F)                                     | 2.0 (35.6)        | 3.2 (37.8)        | 7.5 (45.5)        | 14.4 (57.9)       | 20.3 (68.5)       | 24.1 (75.4)       | 27.1 (80.8)       | 28.4 (83.1)       | 24.3 (75.7)       | 17.9 (64.2)       | 10.9 (51.6)       | 4.5 (40.1)        | 15.4 (59.7)       |
| 일일 평균 기온 °C (°F)                                       | −1.6 (29.1)       | −0.9 (30.4)       | 2.6 (36.7)        | 8.7 (47.7)        | 14.5 (58.1)       | 18.8 (65.8)       | 22.4 (72.3)       | 23.5 (74.3)       | 19.3 (66.7)       | 12.6 (54.7)       | 6.2 (43.2)        | 0.8 (33.4)        | 10.6 (51.1)       |
| 일평균 최저 기온 °C (°F)                                     | −5.2 (22.6)       | −4.8 (23.4)       | −1.8 (28.8)       | 3.2 (37.8)        | 9.1 (48.4)        | 14.2 (57.6)       | 18.8 (65.8)       | 19.8 (67.6)       | 15.2 (59.4)       | 7.9 (46.2)        | 1.8 (35.2)        | −2.5 (27.5)       | 6.3 (43.3)        |
| 역대 최저 기온 °C (°F)                                       | −20.6 (−5.1)      | −17.7 (0.1)       | −17.1 (1.2)       | −7.8 (18.0)       | −2.0 (28.4)       | 1.3 (34.3)        | 4.3 (39.7)        | 7.4 (45.3)        | 2.5 (36.5)        | −3.4 (25.9)       | −8.6 (16.5)       | −17.7 (0.1)       | −20.6 (−5.1)      |
| 평균 강수량 mm (인치)                                        | 49.4 (1.94)       | 48.0 (1.89)       | 82.1 (3.23)       | 85.4 (3.36)       | 106.5 (4.19)      | 109.4 (4.31)      | 197.5 (7.78)      | 185.4 (7.30)      | 151.7 (5.97)      | 108.7 (4.28)      | 85.6 (3.37)       | 70.2 (2.76)       | 1,279.9 (50.39)   |
| 평균 강설량 cm (인치)                                        | 63 (25)           | 55 (22)           | 39 (15)           | 3 (1.2)           | 0 (0)             | 0 (0)             | 0 (0)             | 0 (0)             | 0 (0)             | 0 (0)             | 6 (2.4)           | 44 (17)           | 209 (82)          |
| 평균 강수일수 (≥ 0.5 mm)                                     | 11.9              | 10.5              | 13.2              | 12.2              | 12.3              | 10.5              | 14.6              | 12.5              | 12.5              | 12.4              | 13.8              | 12.6              | 149.0             |
| 평균 강설일수                                                | 27.3              | 23.3              | 20.1              | 6.9               | 0.1               | 0.0               | 0.0               | 0.0               | 0.0               | 0.2               | 8.7               | 24.4              | 111.0             |
| 평균 상대 습도 (%)                                           | 73                | 71                | 67                | 65                | 68                | 74                | 80                | 79                | 80                | 78                | 76                | 75                | 74                |
| 평균 월간 일조시간                                           | 115.6             | 124.8             | 157.8             | 171.4             | 188.0             | 161.3             | 130.5             | 145.3             | 128.8             | 141.3             | 117.7             | 103.7             | 1,686.3           |
| 출처: 일본 기상청 (평년값: 1991년~2020년, 극값: 1923년~현재) |                   |                   |                   |                   |                   |                   |                   |                   |                   |                   |                   |                   |                   |

## 교육
- 이와테 대학

## 교통

### 철도
- 동일본 여객철도
  - 도호쿠 신칸센
  - 도호쿠 본선
  - 다자와코선(아키타 신칸센)
  - 야마다선
  - 하나와선

- IGR 이와테 은하 철도
  - 이와테 은하 철도선

### 도로
- 도호쿠 자동차도
- 국도 4호선
- 국도 46호선
- 국도 106호선
- 국도 281호선
- 국도 282호선
- 국도 396호선
- 국도 455호선
- 국도 456호선

## 자매 도시
- 대한민국 경상북도 성주군
- 캐나다 브리티시컬럼비아주 빅토리아